# M16対空自走砲

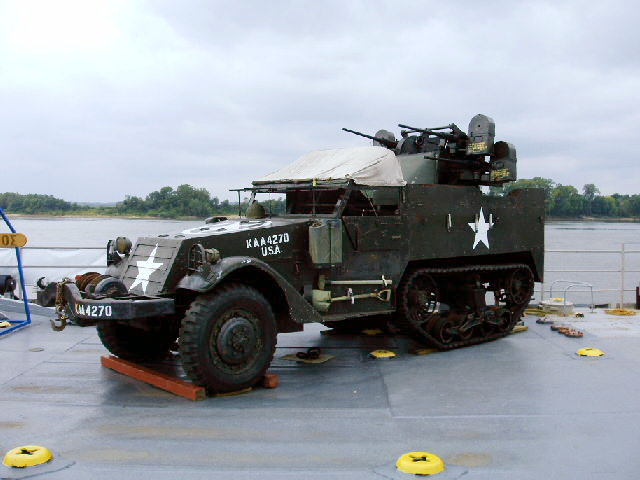
M16 MGMC

M16対空自走砲（エムじゅうろくたいくうじそうほう、M16 MGMC（Multiple Gun Motor Carriage.「多連装自走砲」の意）は、アメリカ合衆国で開発・生産された自走式対空砲である。
通称は「ミートチョッパー」（meat chopper.「挽肉製造器」の意）。
当項目では主兵装として搭載されたM45 四連装機関銃架と併せて記述する。

## 概要
M3ハーフトラックの車体後部に、M45四連装対空機関銃架を取り付けた派生型で、M13対空自走砲の後継車両である。
1940年10月、アメリカ軍は低空攻撃をかけてくる敵機に対する対空兵器として、M2ハーフトラックにM2 12.7mm重機関銃2丁を装備した航空機用旋回機銃架を搭載、これをT1と名づけた。
しかし、これは改良の余地が大きくあり、いくつかの試作を重ねた後、独立した発電機を持つマークソン社の電動式旋回機銃架を搭載したものが開発され、また、搭載車体もより広いM3ハーフトラックに変更、試作名T1E4改めM13 MGMC（Multiple Gun Motor Carriage：多連装自走砲）として採用された。M13はレンドリース用である装甲材質の劣る廉価版、M5ハーフトラックを使ったM14と共に量産されたが、M2重機関銃2丁では威力不足とされ、新たに4連装型が試作された。また、いくつかの試作を重ねた後、マークソン社製のM45機関銃架が搭載されたM3ベースのM16、およびM5ベースのM17として採用された。M13からも銃架の交換で628両が改造され、新規生産と合わせ3,505両が生産された。廉価版のM17も1,000両が生産され、ソ連に提供された。
M14はイギリスに提供されていたが、イギリス軍はこれを不十分な兵器であるとして銃架を撤去してしまい、普通の輸送用M5仕様に戻してしまった。また、輸送用のM3から改造されたM16A1もあり、これは、戦闘室上端の装甲が折りたたみ式になっていないため、銃架を一段高い位置に設置していた。また、一部のM16は弾倉の交換手を守るために、銃架の左右に“バットウィング”（Bat Wing. コウモリの翼、の意）型装甲板を増設している。
戦後、40mm機関砲を装備したM19、M42といった本格的な対空戦車の採用で引退し、M1A2 37mm機関砲を装備したM15対空自走砲と共にNATOなど西側諸国に、また、陸上自衛隊にも1952年より168両が供与され、1974年まで使用された。

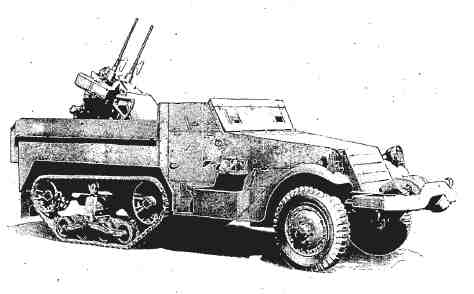
M13 MGMC
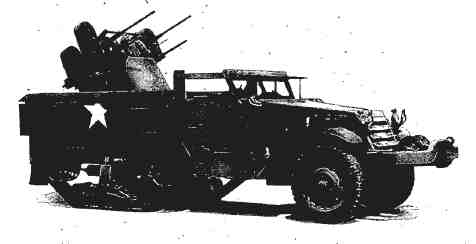
M16 MGMC
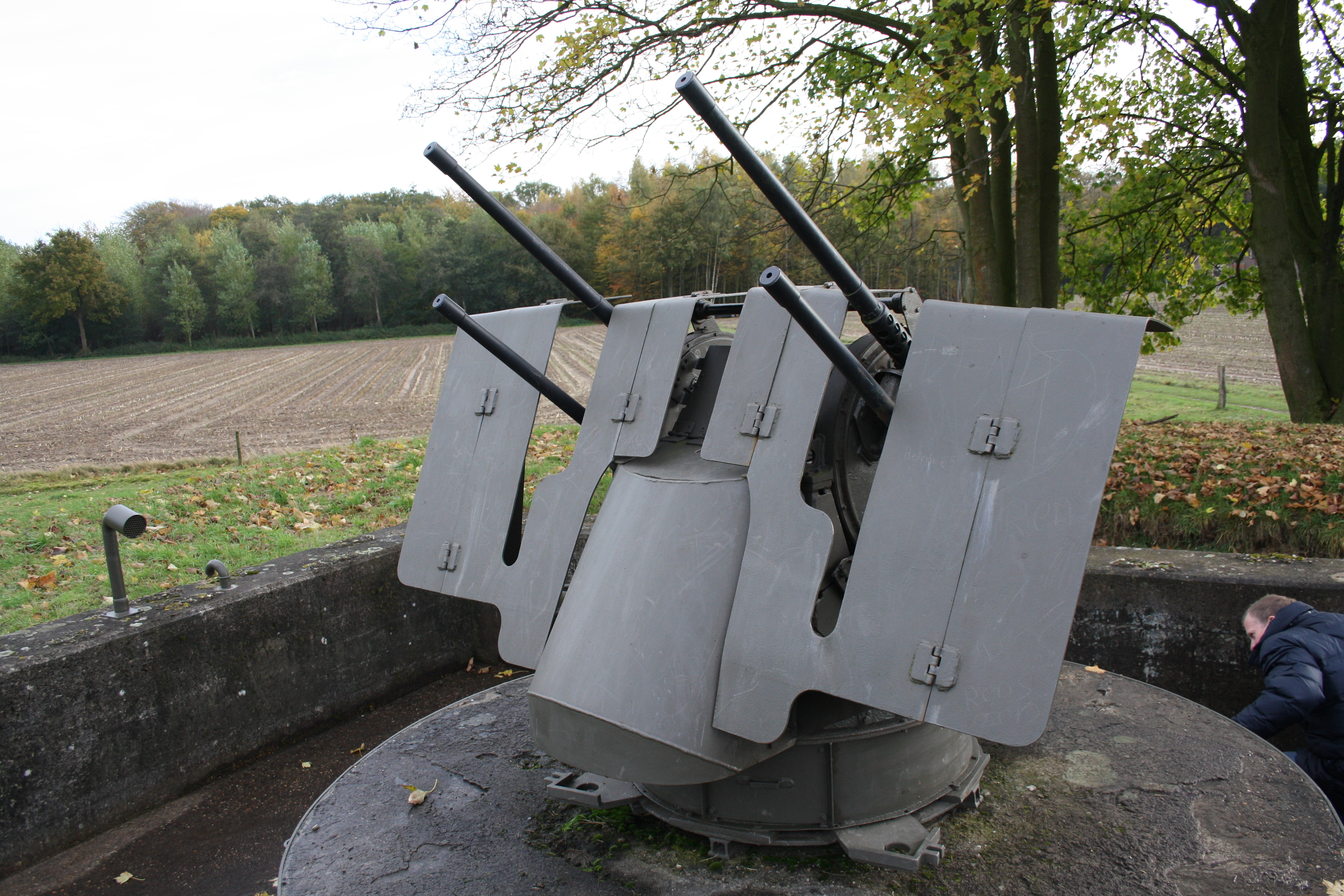
“バットウィング”増加装甲版を装着したM45銃架
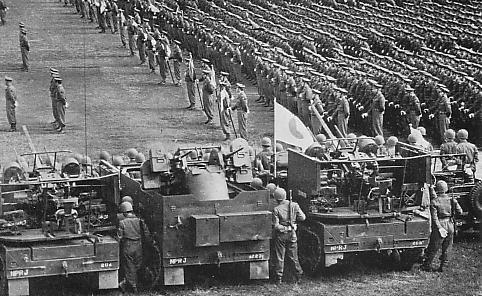
1952年10月15日に行われた保安隊創設記念式典に参加したM16（前列中央、左右の車両はM15対空自走砲） （国際文化情報社「画報現代史 第13集」（1955年刊）より）

## 威力

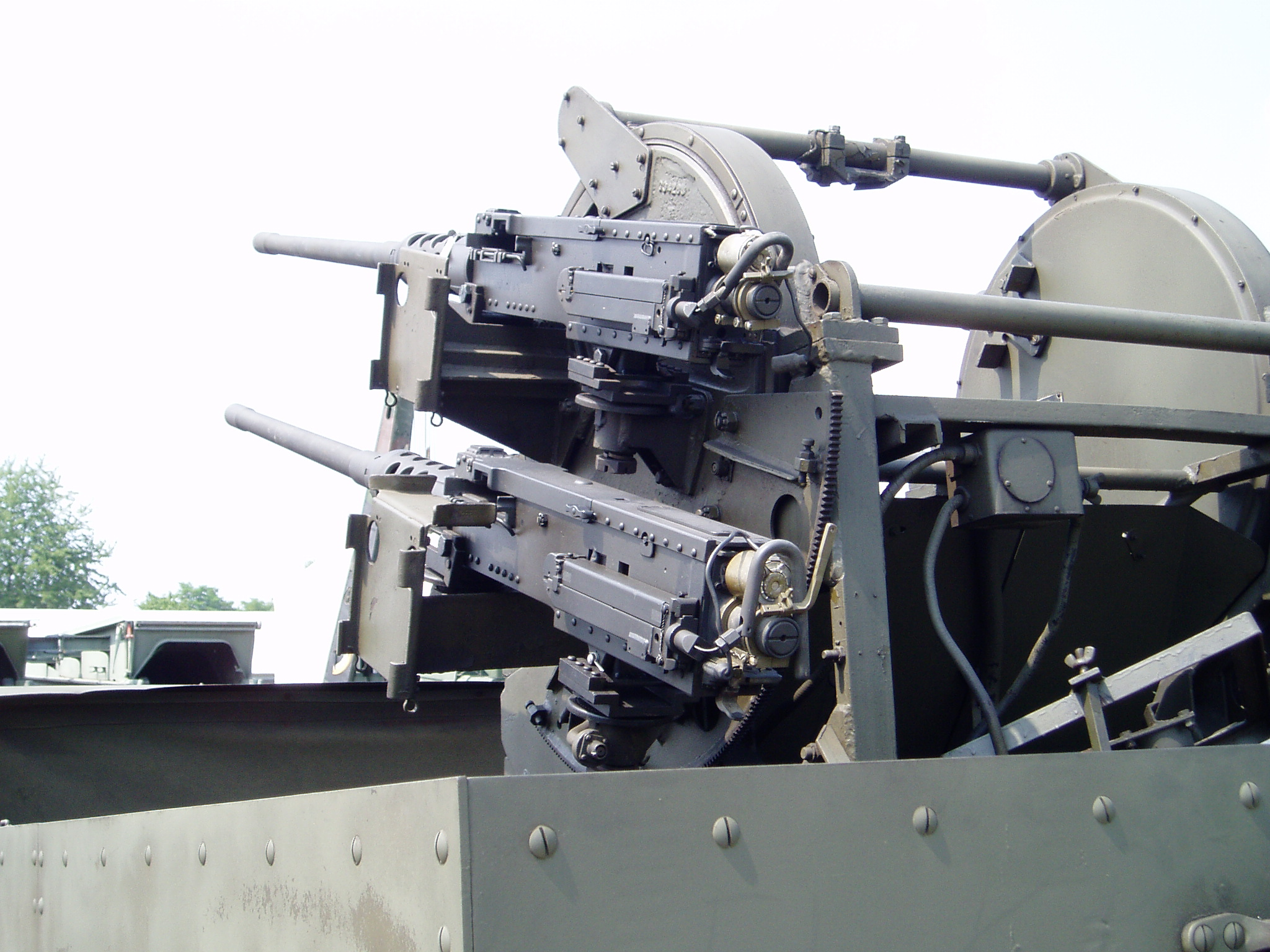
M45四連装対空機関銃架に搭載されたM2重機関銃。電磁石式の撃発装置が装着されている

M2 12.7mm重機関銃は機関砲と異なり、弾頭の炸裂しない通常弾・徹甲弾・曳光弾を用いるため1発1発の威力は劣るものの、4連装にすることで瞬間的に多数の弾丸（最大2,200発/分）を撃ちだすことができ、低空攻撃をかける地上襲撃機や急降下爆撃機に対し弾幕を張るのに有効であった。しかし、連合軍が制空権をほぼ完全に奪ったため対空用としての出番は少なく、むしろ、水平射撃による地上支援に活躍した。射程と貫通力が高い12.7mm弾は対人用として強大な破壊力を示し、距離によっては軽装甲車両も破壊できた。
特に朝鮮戦争では、人海戦術で押し寄せる中国人民志願軍に対して大きな効果を挙げた。これが「ミートチョッパー」（挽肉製造器）と呼ばれる由来である。

## M45機関銃架
M45 四連装機関銃架(M45 Quadmount)は、電動で旋回する銃座の左右にM2 12.7mm重機関銃を縦に2基、左右計4基を搭載したもので、中央部に射手1名が搭乗して操作する。銃架の左右旋回、上下俯仰は電動で、左右360度の全周旋回が可能であり、-5°から+ 90°の俯仰角を取ることができる。給弾は備砲のM2機関銃本体の機構によってベルトリンクにより行われ、銃架自体には機力による給弾補助装置等はない。照準は光学照準器による目視式である。
M45はM16/M17MGMCの他にも輸送用トラックに搭載され、ガントラックや即席の対空車両として使用される例もあった。第二次世界大戦中には、GMC CCKW 2.5tトラックに搭載された例がある。ベトナム戦争では、M35 2.5tトラックやM54 5tトラック、あるいは装軌車のM548 カーゴキャリアに搭載され、ガントラックとして輸送コンボイの護衛任務に用いられた。
また、第二次大戦中からトラックなどでM45機関銃架を牽引できるようトレーラーに積載することも行われており、重量のある2軸4輪のM17 トレーラーにM45機関銃架を積載したものをM51多連装機関銃車（M51 Multiple Machine Gun Carriage）、軽量な1軸2輪のM20 トレーラーにM45機関銃架を積載したものをM55機関銃トレーラー（M55 Machine Gun Trailer Mount）と呼称した。
陸上自衛隊は本車を退役させたあとも、このM45機関銃架をM55として警備用に保持している。また、航空自衛隊も基地防空用に長年M55を保有・運用してきていたが、後継機種であるVADSの導入に伴い既に実戦運用からは外れており、現在では予備装備としての保管のみとなっている。
なお、M45の備砲としてのM2機関銃は電磁（ソレノイド）式トリガー型のM2E1である他は通常のM2機関銃と同様だが、第二次世界大戦後に使われたものでは、バレルジャケットが基部から銃口部まであるAN/M2（M2機関銃の航空機搭載型）のものに交換されている例や、機関銃そのものがAN/M2に換装されている例が存在する。

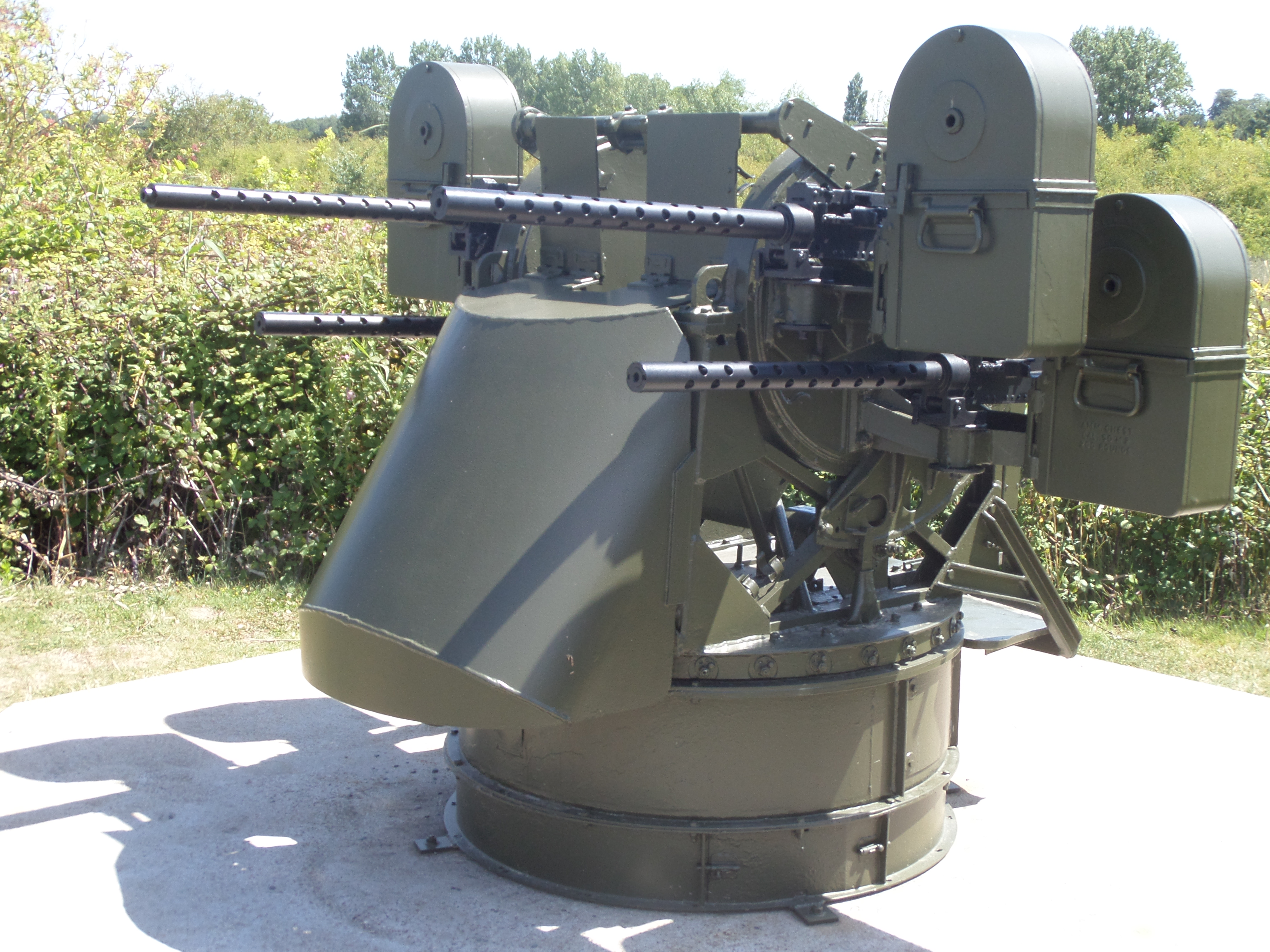
M45機関銃架 このM45は備砲のバレルジャケットがAN/M2と同じ銃身全体を覆うもの（あるいはAN/M2そのもの）になっている
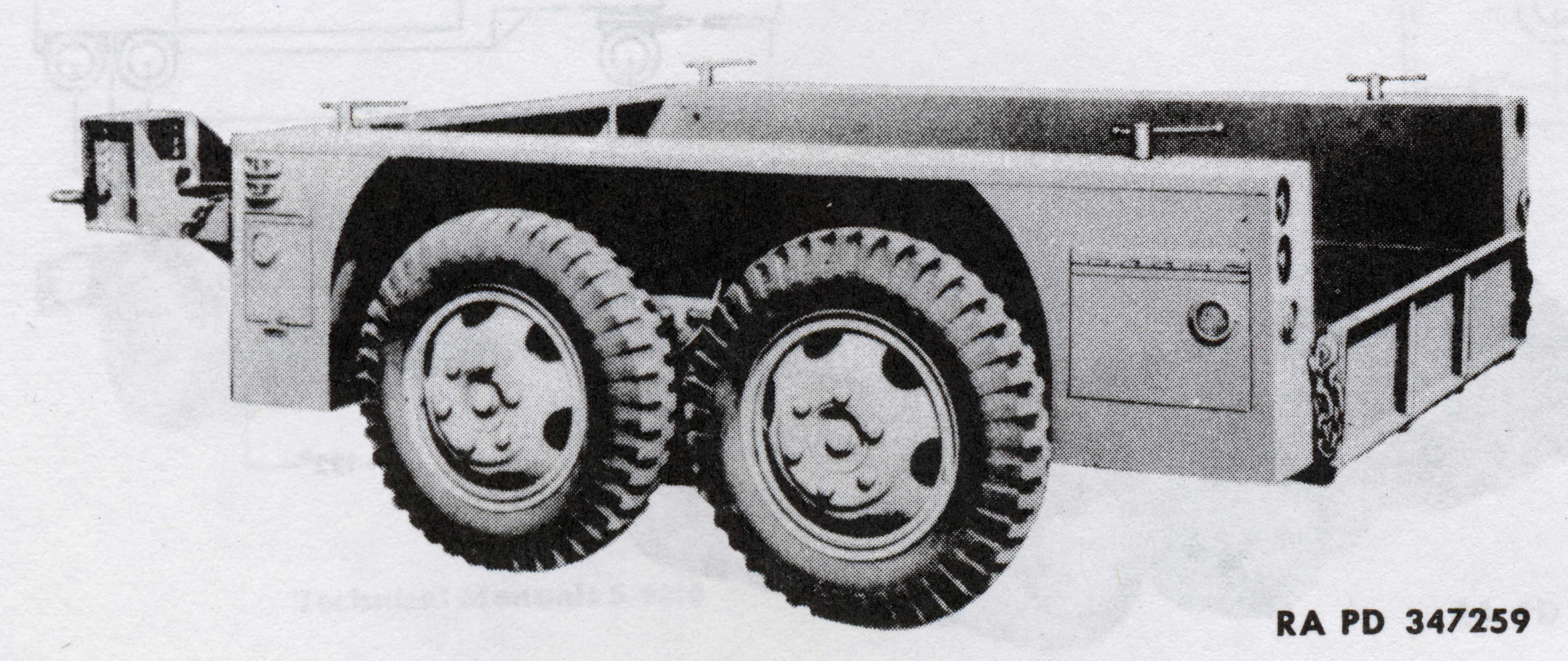
M17トレーラー TM 9-2800. 1947
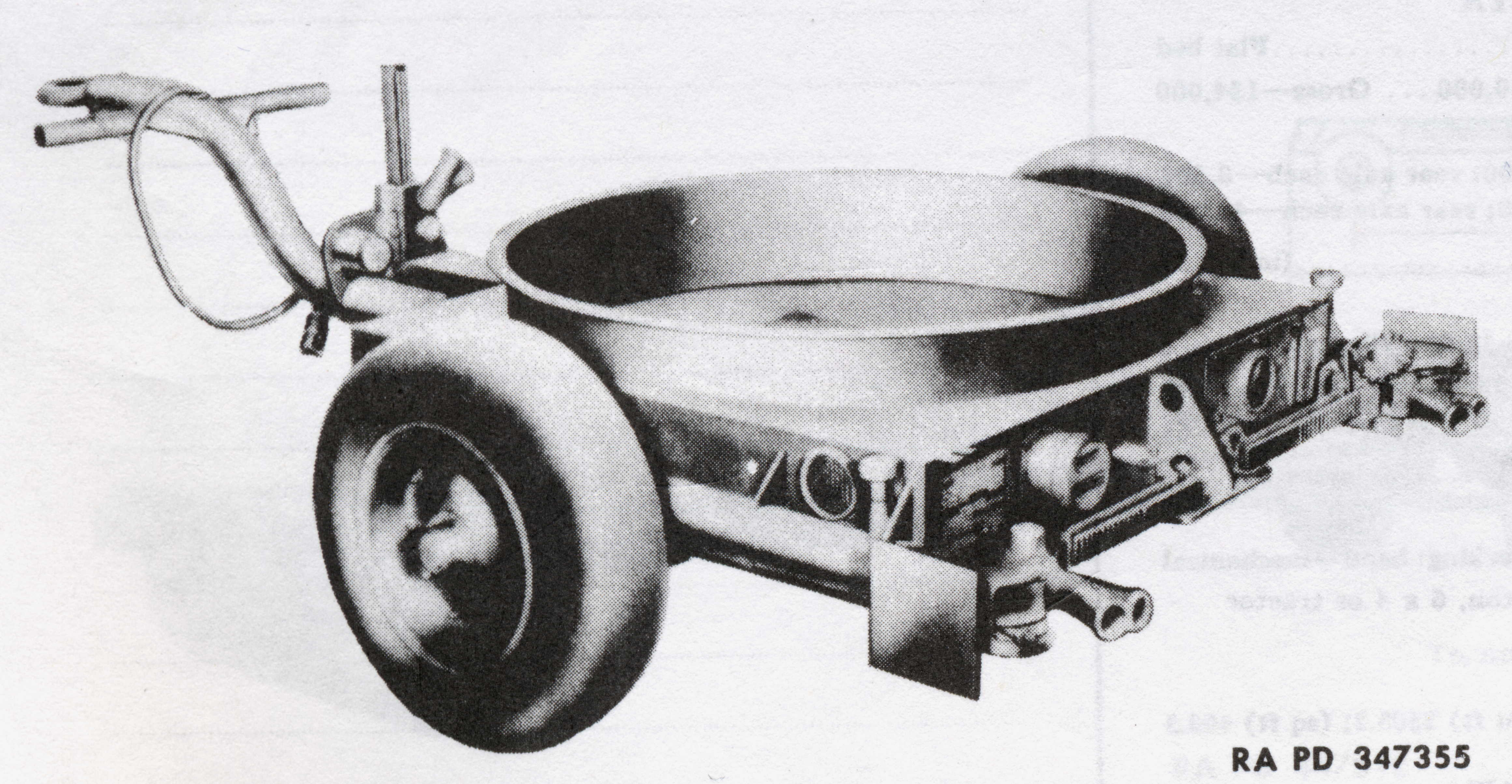
M20トレーラー TM 9-2800. 1947
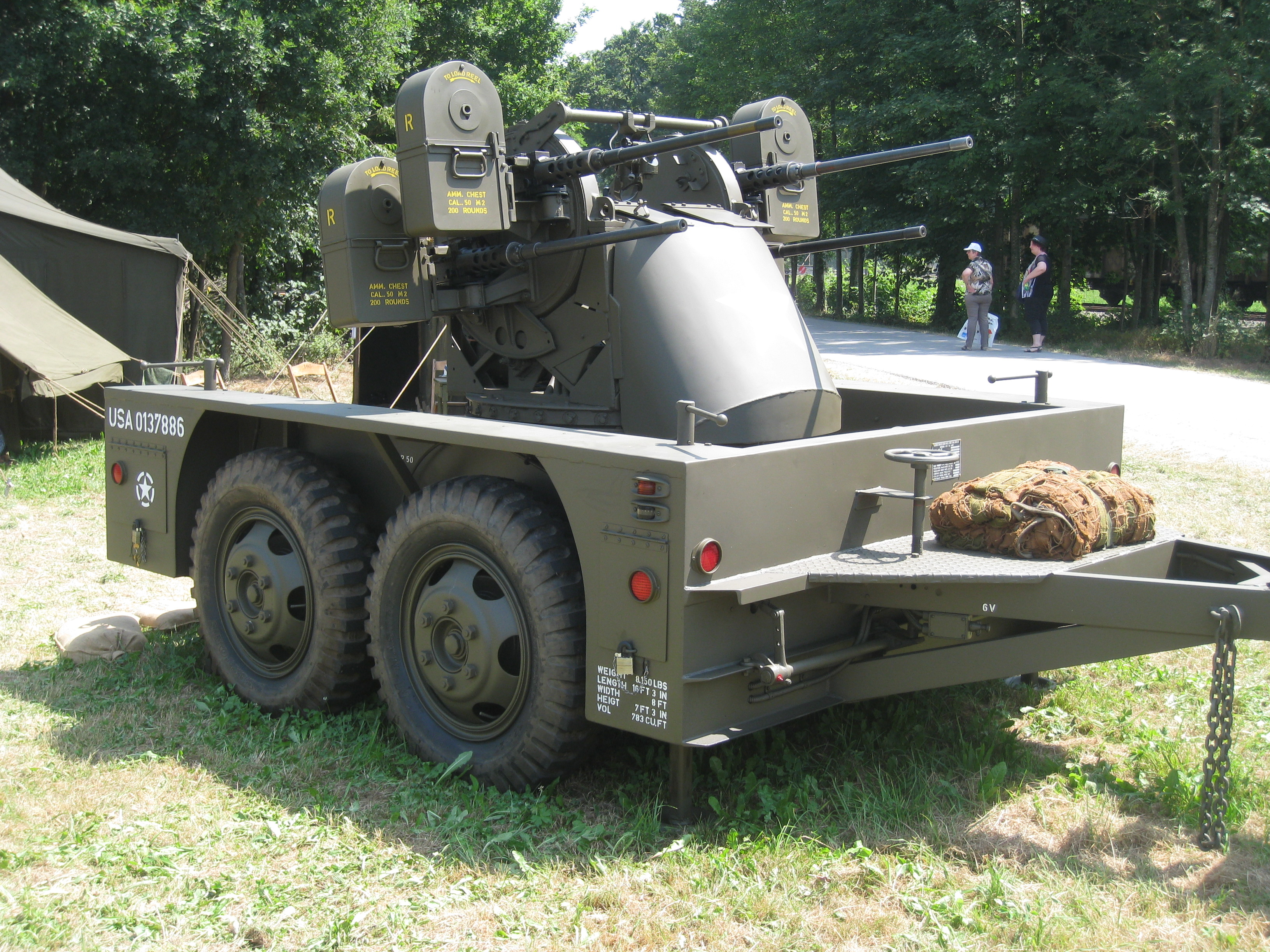
M51多連装機関銃車
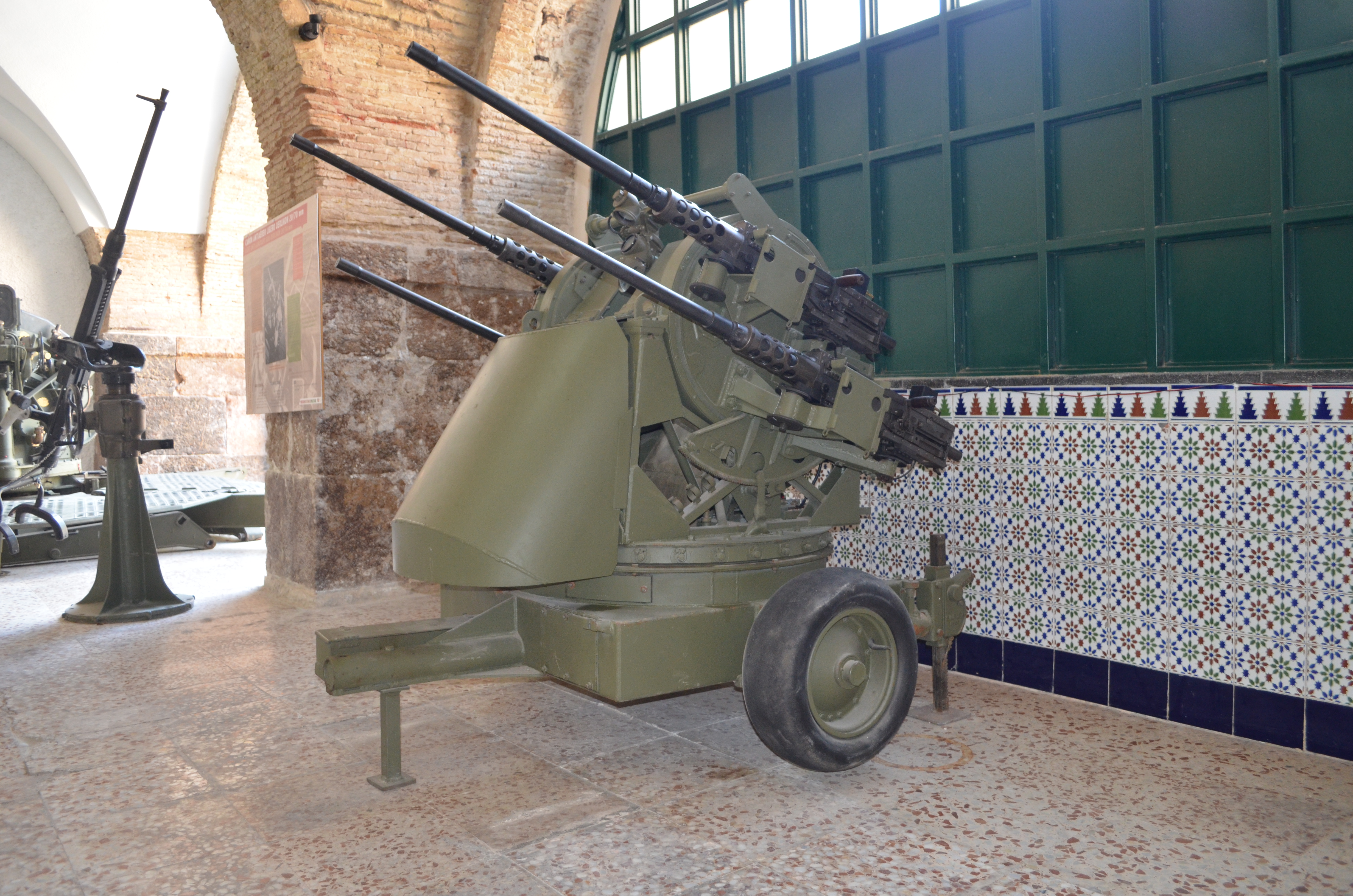
M55機関銃トレーラー
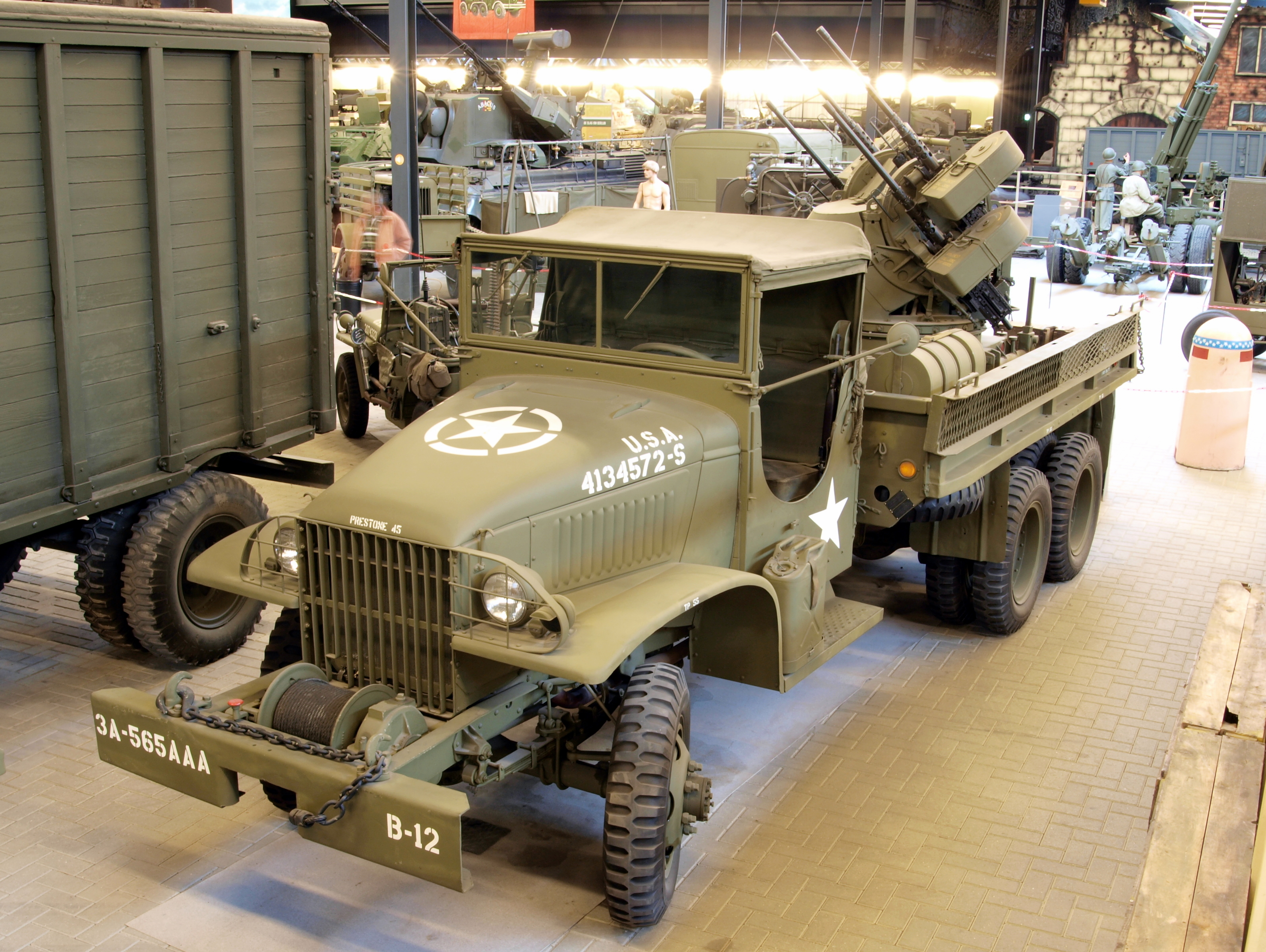
GMC CCKWに搭載されたM45機関銃架

### 改造型

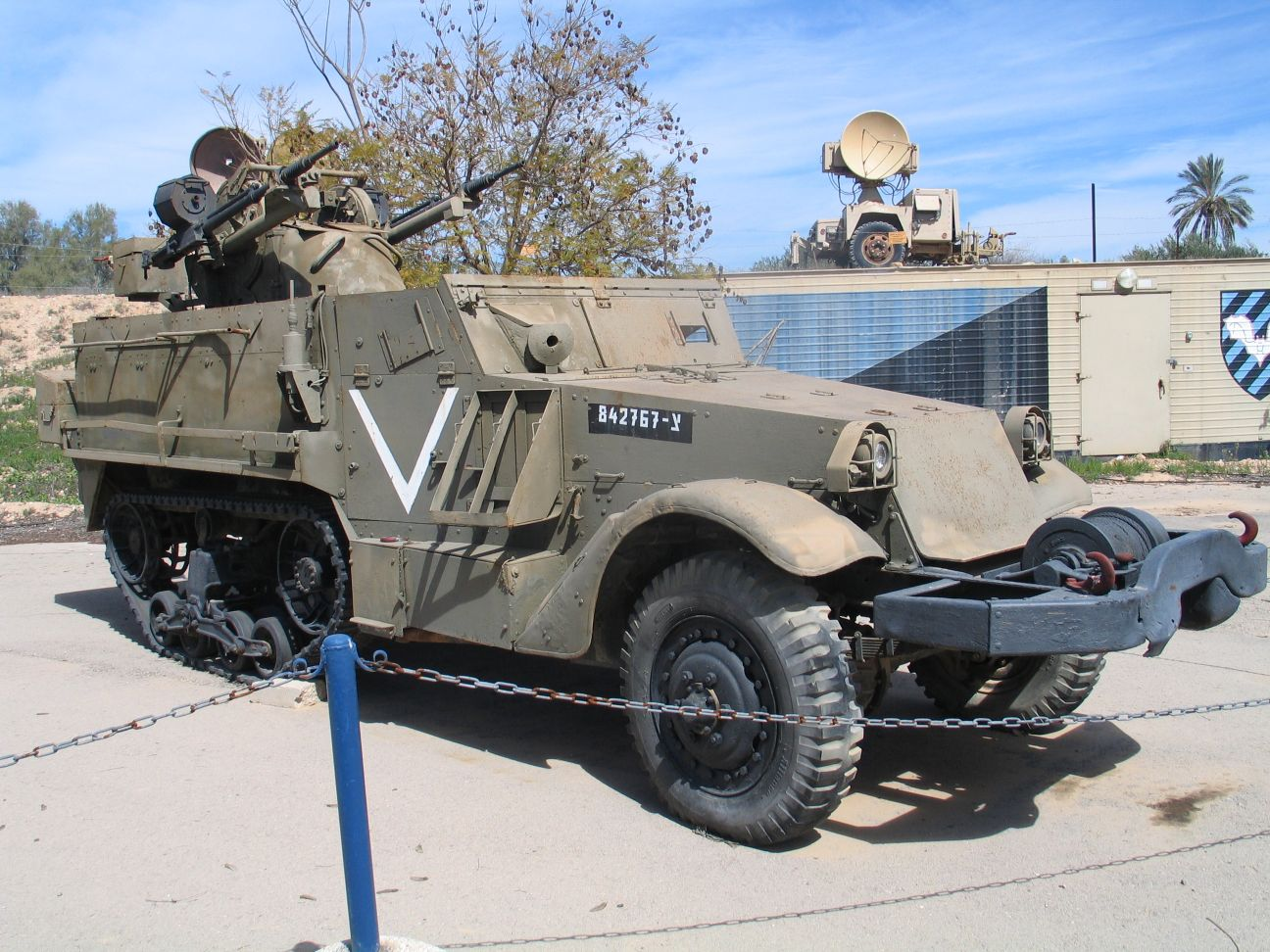
イスラエル軍のTCM-20搭載型ハーフトラック

イスラエル国防軍は、M45機関銃架の重機関銃をドラム弾倉付きのHS.404 20mm機関砲2基に交換した物をTCM-20対空機関砲として使用した。M16同様、TCM-20を歩兵輸送型のM3/M5ハーフトラックに搭載した改造自走対空砲としても運用され、この車両はM16と似た外見となったが、機銃が左右それぞれ1基しかない点や、側面装甲板の上端が折りたたみ式になっていない事から判別できる。
イスラエルではアラブ側から鹵獲したソ連製BTR-152装甲車にも同様に、TCM-20機関砲架を搭載する改造を施している。
TCM-20はM45と同じくレーダーも何も持たない光学目視照準式の旧式兵器ではあったが、第四次中東戦争では26機を撃墜している。

## 登場作品

### 映画
『戦国自衛隊』
「APC」の名称でM3ハーフトラックが出演しているが、これは、実際にはM16のM45四連装対空機関銃架を撤去した車両に新たに12.7mm重機関銃M2のプロップガンを設置した型である。この車両は側面をよく見ると戦闘室上端の装甲が折りたたみ式になっているのが解るため識別できる。このM16改造装甲車は『皇帝のいない八月』や『首都消失』でも使用された。
なお、M45 4連装銃架は単体でもいくつかの映像作品に登場している。その形状からドイツの2cm Flakvierling38 四連装対空機関砲に見立てられて登場している作品もあり、『空軍大戦略』や『史上最大の作戦』などにドイツ軍対空砲として登場している。

### 漫画
『ゲート 自衛隊 彼の地にて、斯く戦えり』
漫画版にM55が登場。特地に派遣された自衛隊に配備されている。

### 小説
『征途』
M45が登場。ヴェトナムに派遣された海上自衛隊河川舟艇隊のPBR（河川舟艇）が武装の一つとして搭載している。
『パラレルワールド大戦争』
豊田有恒の小説。松代大本営跡に生じたタイムトンネルを介して自衛隊が1945年の日本へと派遣しており、飛来する米軍機を迎撃する。

### ゲーム
『IL-2 Sturmovik 1946』
プレイヤーが操作できないAI専用の地上対空兵器として、M16やM55機関銃トレーラーが登場する。
『R.U.S.E.』
アメリカの自走対空砲として登場。
『War Thunder』
アメリカの自走式対空砲としてM16 MGMC、M13 MGMCが登場。また中国ツリーにCCKW 353(M45）が登場。アップデートDirect Hitで日本ツリーにもM16 MGMCが追加された。
『グランド・セフト・オートV』
M51をモデルにしたと思しき「対空トレーラー （Anti-Aircraft Trailer）」という兵器がオンラインで登場。
『コール オブ デューティ2 ビッグ レッド ワン』
『トータル・タンク・シミュレーター』
アメリカの自走式対空砲M16として登場。